# Porcellidium erythrum
Porcellidium erythrum is een eenoogkreeftjessoort uit de familie van de Porcellidiidae. De wetenschappelijke naam van de soort is voor het eerst geldig gepubliceerd in 1971 door Hicks.